# ラモス・ファビアノ
ラモス・ファビアノ（1985年10月11日 - ）は、東京都出身のブラジル系日本人で、サッカー指導者。実父は元サッカー日本代表のラモス瑠偉。妹は歌手のFABiANA。

## 人物
東京ヴェルディのスクール生、セントメリーズインターナショナルスクールを経て、ブラジルのクラブチーム・サン・カエターノに留学。その後足立区のクラブチーム・カリオカ足立、JAPANサッカーカレッジの選手として活動。
2007年よりインターン、並びに研修の一環で少年サッカーチームの指導を担当。2009年に日本サッカー協会公認B級指導者ライセンスを取得。以後、主にフットサルチーム（東京チェリーズ=女子、コミエンソ港=男子）、少年チーム（カリオカ足立U-12、U-15などで監督、コーチなどを歴任。2014年は田口フットボールアカデミーU-14コーチを務めた。
2015年より、実父の瑠偉がトップチームの監督を務めるFC岐阜のセカンドチームである「FC岐阜SECOND」（東海社会人サッカーリーグ1部）監督に就任。

## エピソード
- 1999年8月23日に行われた父・瑠偉の引退試合に選手として出場した（当時13歳）[3]。